# Католический костёл (Таганрог)
Католический костёл —  католический храм в городе Таганроге.
Адрес костела: Ростовская область, город Таганрог, ул. Фрунзе, 58.

## История
С развитием торговли в Таганроге стали прибывать иностранцы из Европы. В 1860 году под флагами около 20 стран к причалам морского порта города в течение года пришвартовалось около девятисот судов. Это потребовало открытия иностранных консульств. В Таганроге их насчитывалось шестнадцать: Австрийское, Бельгийское, Великобританское, Греческое, Испанское и Пармское, Мекленбург-Шверинское, Неаполитанское, Нидерландское, Ольденбургское, Португальское, Прусское, Сардинское, Тосканское, Турецкое, Французское и Шведское. Присутствие в городе большого количества народностей с разными вероисповеданиями, потребовало наличия и здесь разных по вере культовых сооружений.
Проживающие в Таганроге католики ранее не имели своей церкви. По ходатайству градоначальника барона Б. Б. Кампенгаузена для них от императора Александра I было получено разрешение на постройку Римско-Католической церкви за счет казны. Император Александр I дал разрешение на постройку храма и «приказал соорудить её из средств общего строительного комитета, не производя специальных сборов с католического населения».
Проект здания с приложением сметы на 17 тысяч рублей был разработан местным архитектором Российским. Кирпич и известь для строительства храма брали на построенных Кампенгаузеном кирпичных заводах. В мае 1807 года было освящено место закладки храма. Строительство храма начал купец И. Тамбала, а окончил строительство сотник Николаев. Внутренняя отделка костела была выполнена католиками за свой счет. Обслуживал храм около трехсот католиков, проживавших в городе.
В июле 1810 года строительство окончено, церковь была сдана строительному комитету. Костел, получивший имя Пресвятой Троицы, был освящен в 1812 году священником Серафимом Гольфельдом, стал первым ксендзем костела — был прислан из Литовской провинции. Богослужение началось тоже в 1812 году. В церкви был установлен орган.
В 1905 году при костеле Пресвятой Троицы было основано Благотворительное общество, устав которого был утвержден 10 мая 1905 года наказным атаманом Войска Донского.
В мае 1907 года костел отпраздновал свой 100-летний юбилей. На юбилее присутствовал епископ Тираспольский в сопровождении 14 священников и трех монахов-церковников францисканского ордена.
Костел был закрыт в 1923 году и отдан частным предпринимателям под ватную мастерскую. Последним ксендзом костела был Юлий Наркевич. В советское время здание было переоборудовано под библиотеку. Теперь это Центральная городская детская библиотека им. М. Горького.
В свое время на фронтоне здания был сделан барельеф с латинским изречением, выполненным иератическим письмом: «£ r tuis bonis tibi offerrmus» («Твоя от твоих тебе приносяще о всех и за вся»).
В прихожанах костела числился Чехов Антоний Ефимович (внебрачный сын Александра Павловича Чехова, старшего брата писателя А. П. Чехова и Анны Ивановны Хрущевой-Сокольниковой, работавшая гувернанткой в семье Владимира Митрофановича Чехова), который в 1913 году сочетался браком с Христианой Эрасмус.
В 1993 году в Таганроге был возрождён католический приход. Поскольку историческое здание храма функционировало в качестве библиотеки, община в 1997 году приобрела здание по адресу ул. Александровская, 135, в котором была устроена католическая часовня. В последующем по этому адресу был построен храм во имя Пресвятой Троицы.